# Південнодонбаська
Південнодонба́ська — проміжна залізнична станція Лиманської дирекції Донецької залізниці на лінії Донецьк — Волноваха між станціями Велико-Анадоль (6 км) та Оленівка (15 км). До грудня 2014 року станція входила до складу Ясинуватської дирекції Донецької залізниці.
Поблизу станції у безпосередній близькості немає жодного населеного пункту. Лише за декілька кілометрів розташоване село Пільне Волноваського району Донецької області.

## Пасажирське сполучення
На станції Південнодонбаська до 2014 року зупинялися електропоїзди сполученням Маріуполь — Ясинувата.
4 серпня 2019 року, після п'яти років простою «Укрзалізниця» відновила рух приміських поїздів на дільниці Волноваха — Південнодонбаська. Для відновлення безпечного курсування поїздів на цій дільниці перевірили та підготували інфраструктуру спільно з фахівцями штабу ООС. Приміські електропоїзди розпочали курсувати за маршрутом Маріуполь — Південнодонбаська (2 пари на день).

## Проєкт продовження залізничної лінії
У вересні 2021 року міністр інфраструктури Олександр Кубраков оприлюднив проєкт з'єднання двох тупикових станцій — Південнодонбаської і Курахівки. У випадку реалізації цього проєкту буде спочатку відновлено залізничну лінію між станцією Південнодонбаською і Шахтою імені М.  С. Сургая, від якої планується спорудити нову колію до Курахівки. За словами Кубракова, сполучення цих станцій дозволить скоротити час руху поїздів між Маріуполем та Харковом на 6 годин.